# Серро Портеньйо
«Се́рро Порте́ньйо» (ісп. «Club Cerro Porteño») — парагвайський футбольний клуб з Асунсьйона. Заснований 1 жовтня 1912 року.

## Досягнення
- Чемпіон Парагваю (34): 1913, 1915, 1918, 1919, 1935, 1939, 1940, 1941, 1944, 1950, 1954, 1961, 1963, 1966, 1970, 1972, 1973, 1974, 1977, 1987, 1990, 1992, 1994, 1996, 2001, 2004, 2005, 2009 А, 2012 А, 2013 К, 2015 А, 2017 К, 2020 А, 2021 К